# Gare de Krásna nad Hornádom
La Gare de Krásna nad Hornádom est une des gares de la ville de Košice située dans le quartier de Krásna. La ligne au niveau de la gare fut mise en service le 22 octobre 1873.